# Groß Mackenstedt
Gross Mackenstedt est un quartier de la commune allemande de Stuhr, dans l'arrondissement de Diepholz, Land de Basse-Saxe.

## Géographie
Groß Mackenstedt est situé à environ 17 km au sud-ouest de Brême et est la partie la plus occidentale de la municipalité de Stuhr.
Groß Mackenstedt est entouré de prairies et le petit ruisseau Klosterbach passe devant le village.
Groß Mackenstedt est un village avec peu de fermes agricoles, un centre-ville ancien et de vastes zones résidentielles. 

## Histoire
Le nom de Groß Mackenstedt est mentionné pour la première fois en 1171 par Friedrich von Mackenstedt 
Groß Mackenstedt est un village avec peu de fermes agricoles, un vieux centre-ville et de vastes zones résidentielles. Dans certains cas, il existe encore des fermes avec une tradition de 300 ans.
En raison de la réforme municipale du 1er mars 1974, Groß Mackenstedt devient une partie de la municipalité de Stuhr.

## Infrastructures et économie
La jonction de l'autoroute A 1 dans l'échangeur de Stuhr et les liaisons de transport centrales donnent lieu à des zones commerciales et à des développements de nouveaux logements depuis les années 1980. La succursale d'une chaîne de supermarchés, un magasin spécialisé multimédia, plusieurs grands magasins de meubles et quatre succursales de chaînes de restauration rapide s'installent, de sorte qu'il y a un contraste entre les banlieues modernes et les zones rurales.
Groß Mackenstedt abrite l'Alte Mackenstedter Kornbrennerei, qui distille ses propres céréales depuis 1750 et opère à l'échelle nationale.
La Bundesstraße 322, très fréquentée, traverse le centre-ville, où quelques petits magasins se sont installés.
La ligne de Delmenhorst à Harpstedt, exploitée par Delmenhorst-Harpstedter Eisenbahn GmbH (DHE), passe par Groß Mackenstedt et Stelle. L'itinéraire sert pour le transport de marchandises et des voyages spéciaux réguliers avec des véhicules historiques (Jan Harpstedt). Les stations Groß Mackenstedt et Stelle s'arrêtent ici. Les anciennes gares de Groß Mackenstedt servent pour des entreprises locales et comme espace de vie.

## Source, notes et références
- (de) Cet article est partiellement ou en totalité issu de l’article de Wikipédia en allemand intitulé « Groß Mackenstedt » (voir la liste des auteurs).

1. ↑  (de) « Groß Mackenstedt », sur Stuhr (consulté le 29 mai 2020)